# Caserío Arretxe
El caserío Arretxe situado en Elduayen (Provincia de Guipúzcoa, España) es originario del siglo XVI, época de la que mantiene algunos arcos y muros de sillarejo gótico. Toda la construcción fue rehecha en el siglo XVIII, época a la que corresponde el edificio rural actual, su cantería de fachada y su magnífica estructura de madera interior. En épocas recientes, se utilizó hormigón para reforzar el forjado de la primera planta, pero manteniéndose los pilares, vigas y solivos de madera.

## Descripción
Caserío unifamiliar de planta rectangular, de 25 x 15 m, implantado a media ladera, con dos plantas, desván y bodega. La cubierta es de teja canal y estructura de madera a dos aguas con cumbrera perpendicular a la fachada principal de orientación Este.
Por su ubicación a media ladera, el edificio presenta en su fachada principal, o este, accesos directos; uno a la planta de bodega: mediante ojival dovelado; y dos en la planta baja: mediante arco de medio punto dovelado y puerta conformados con sillares de piedra. En cuanto a huecos de ventana, esta fachada no presenta huecos en la planta de bodega; y presenta cuatro huecos en planta baja, dos de ellos conformados con sillares de piedra y uno cerrado con barrotes de hierro. Así mismo, presenta cinco huecos alineados en planta primera, todos ellos recercados en piedra; y tres huecos más en la planta de desván, también recercados en piedra, centrados sobre los ejes de los huecos de planta primera. Esta fachada, en su parte más superior y en el encuentro con la cubierta presenta dos huecos más de ventilación sin carpintería.
La fachada sur presenta, en planta de bodega, dos huecos de factura posterior que han sustituido sendas saeteras o troneras que el edificio aquí presentaba; y en planta baja, cuatro huecos, dos de ellos, los centrales pareados, conformados en piedra sillar y que definen tres ejes en fachada que se vienen a corresponder con otras tres ventanas de factura similar, en piedra, aunque algo más pequeñas y que se presentan en la planta primera.
La fachada oeste es muy rústica; presenta canes, "perroteak", intercalados entre las dos líneas de huecos de ventana que posee en la planta baja y en la primera. Algunos están conformados en piedra sillar.
La fachada norte, muy baja debido al desnivel del terreno ofrece otro acceso directo, a la planta primera del caserío, mediante un portón cubierto con un tejadillo. Es el actual acceso principal del caserío. Anteriormente, el paño de cubierta llegaba a tocar aquí el suelo, pero fue modificado con la inclusión de un forjado de cemento cubierto por una pequeña terraza. Así mismo, este lado de la fachada fue totalmente visible, toda vez que la actual es resultado de un relleno de tierra realizado contra el edificio. Todavía es visible, desde el interior de la cuadra, un pequeño arco ojival dovelado y cegado por el que se accedía al interior del edificio desde la planta baja.
La estructura de este caserío se asienta en ocho grandes postes-ejes enterizos de madera que se apoyan en sendas zapatas, o bases, de piedra ubicadas en la planta que se utiliza como cuadra. Los postes se ensamblan con vigas, tornapuntas, correas, cabrios y enlatado de cubierta. Los ensambles de vigas y tornapuntas se resuelven en caja y espiga. Toda la estructura está marcada con numerales romanos y árabes.
En cuanto al uso, la primera planta se destina a vivienda y a pajar, incluida la cocina que, antiguamente, se ubicaba en la planta baja, planta que se utiliza como cuadra. La planta primera presenta también restos de los anclajes del lagar de época barroca (siglo XVIII) que poseía este caserío.